# 영변 IRT-2000
영변 IRT-2000는 북한 영변 원자력 연구소에 설치된 연구용 원자로를 말한다.

## 역사
북한은 1955년 원자 및 핵물리학 연구소를 설치했다.
1963년 6월 2메가와트급인 IRT-2000 스위밍풀형원자로(SPR)를 설치했다. 이와 병행해 약 300명의 북한 핵전문가들이 소련의 핵연구단지에 파견되어 교육을 받았다. 1965년에 준공했다.
이 원자로는 소련으로부터 연료를 공급받지 못해서, 지금은 단지 갑상선암을 방사선 치료하는데 쓰이는 Iodine-131을 생산하는데나 가끔씩 운용되고 있다. 경수를 감속재로 사용하는 2메가와트급 원자로에는 우라늄 농축도가 80%나 되는 핵연료를 사용하였다.
최초에는 열출력 2MWt였으나 자체 기술을 통해 8MWt로 출력을 증강시켰다. 또 소련에서 도입한 10% 농축우라늄은 핵연료로, 경수는 냉각재로 사용했다. 1977년부터 1993년 매년 IAEA의 정기적인 사찰을 받아왔다.
1965년 첫가동시는 열출력 2MWt였고, 핵연료는 10% 저농축우라늄이었다. 1974년 4MWt, 1986년 8MWt로 업그레이드 되면서, 80% 고농축우라늄을 핵연료로 사용했다. 모스크바에 설치된 IRT-2000 원자로는 열출력 2MWt인데도 90% 고농축 우라늄을 핵연료로 사용한다.

## 우라늄 농축
1993년 4월 12일, 러시아 시사주간 골로스(목소리)지가 현재 북한 영변에서는 수개의 핵폭탄을 제조할 수 있는 15∼18㎏의 플루토늄이 매년 생산되고 있으며 동시에 우라늄농축.핵연료생산과 관련된 핵설비가 이미 가동중이라고 보도했다.
1973년까지 소련이 핵연료를 공급했다. 1974년부터는 북한이 소련 이외에서 고농축우라늄을 수입했거나, 영변의 우라늄 농축 공장에서 직접 우라늄을 농축해 원자로를 가동했다는 의미이다.

## 플루토늄 생산
1975년 IRT-2000 연구용 원자로에서 최초의 그램(g) 단위 플루토늄을 추출하는 성과를 얻었다. 여기서 축적된 기술을 바탕으로 플루토늄의 대량생산을 시도했다.
열출력 8MWt인 IRT-2000 원자로에서 매년 얼마의 플루토늄을 추출할 수 있는지에 대한 보도는 없다. 그러나 4배인 열출력 30MWt인 영변 5메가와트 원자로 뉴스를 통해 플루토늄 생산량을 추론해 볼 수는 있다.
영변 5메가와트 원자로는 3년마다 8000개의 핵연료봉 또는, 매년 2500개의 핵연료봉을 교체하며, 폐연료봉 2500개를 재처리하여 25-30 kg의 무기급 플루토늄을 추출할 수 있다. 폐연료봉 2500개의 재처리에 한달 정도의 시간이 걸린다. 1993년 4월 12일, 러시아 시사주간 골로스(목소리)지는 폐연료봉 2500개에서 15∼18㎏의 플루토늄을 매년 생산한다고 보도했다. 북한 핵개발 시설에서 10년간 일하다 1994년 망명한 김대호는 북한이 원자로 가동을 중단했던 89년, 90년, 91년에 핵연료봉에서 (매년) 플루토늄 12 kg을 추출했다고 진술했다.
즉, 영변 5메가와트 원자로는 매년 2500개의 폐연료봉을 생산하며, 여기서 플루토늄 12∼30 kg을 생산할 수 있다고 보도되고 있다. 따라서, 4배 출력이 적은 IRT-2000 원자로에서는 매년 플루토늄 3∼6 kg을 생산할 수 있을 것이라고 추론할 수 있다.

## 핵실험 의혹
1980년 1월 7일 23:44:26 (UTC) 북한의 핵시설 평안북도 구성시 방현비행장 근처인 40.168°N 124.978°E 지점에서 핵실험 진도로 많이 나타나는 규모인 리히터 규모 5.0의 지진이 발생했다.(USGS 기록)
평안북도 서부 의주군, 삭주군, 구성군 지역에서 발생했다고 해서, 의주 지진이라고 한다. 방현비행장 북서쪽 33 km 지점이다. 대한민국 기상청에서는 한국시간 1월 8일, 진도 5.3의 지진이 났다고 본다.
한반도 육상에서는 진도 5의 지진이 난 적이 거의 없다. 자연지진이 거의 나지 않는 지역이다.(대한민국의 지진 목록 참조) 국제사회에서는 리히터 규모 4.5 이상의 지진을 별도로 주목하여 감시하는데, 히로시마 핵폭탄 리틀 보이급 핵실험시에 자주 나타나는 진도라서 그렇다. 전세계 핵폭탄의 성능기준도 히로시마 몇배라는 식으로 비교, 사용한다. 리틀 보이는 핵출력 TNT 13~18 kt 규모의 핵폭탄이다.
1980년 1월 8일 당시는 북한 최초의 원자로인 영변 IRT-2000 원자로만 준공, 가동중이었던 시기이다.

## 영변 원자력 연구소
2016년 기준으로, 영변 원자력 연구소에는 3개의 원자로가 설치되어 있다.
- 영변 IRT-2000, 1963년 착공, 1965년 준공, 열출력 8MWt, 스위밍풀형원자로, 고농축우라늄 사용
- 영변 5메가와트 원자로, 1980년 착공, 1985년 준공, 열출력 30MWt, 전기출력 5MWe, 흑연감속로, 천연우라늄 사용
- 영변 30메가와트 원자로, 2010년 착공, 2013년 준공, 열출력 100MWt, 전기출력 30MWe, 경수로, 저농축우라늄 사용

## 같이 보기
- 영변 원자력 연구소